# George Brough
George Brough [bʀaːv] (* 21. April 1890; † 12. Januar 1970) war ein britischer Motorradhersteller, Motorradrennfahrer und Weltrekordhalter. Er war bekannt für seine aufwendigen, in Handarbeit hergestellten Brough-Superior-Sportmotorräder, die in den späten 1920er und den 1930er Jahren die weltweit schnellsten Motorräder waren.
1921 begann Brough Motorräder zu bauen, die sich bald ob ihrer ausgezeichneten Handwerkskunst unter Kennern einen Namen machten. Für viele Motorradkenner war in den 1920er und 1930er Jahren ein Motorrad von George Brough die Entsprechung zu einem Rolls-Royce bei den Automobilen – oder besser: wegen ihrer sportlichen Eignung eher mit Bentleys zu vergleichen.
1928 fuhr George Brough in Arpajon auf einer Maschine mit einem leistungsgesteigerten J.A.P.-Einbaumotor von weit über 70 PS eine Geschwindigkeit von 130,6 mph (ca. 214 km/h), die bis dahin weltschnellste Geschwindigkeit auf einem konventionell angetriebenen Solo-Motorrad.
Die Typenbezeichnungen seiner Motorräder gaben die garantiert erreichbare Endgeschwindigkeit in Meilen an: die seitenventilgesteuerte SS 80 sollte gut 80 Meilen in der Stunde laufen, und die kopfgesteuerten Spitzenmodelle der SS100 schneller sein als Tempo 100 Meilen in der Stunde. Es ist nicht bekannt, dass jemals einer seiner Kunden Broughs Garantie in Anspruch hätte nehmen müssen – die Maschinen waren ohne Ausnahme schneller als die Typenangaben.

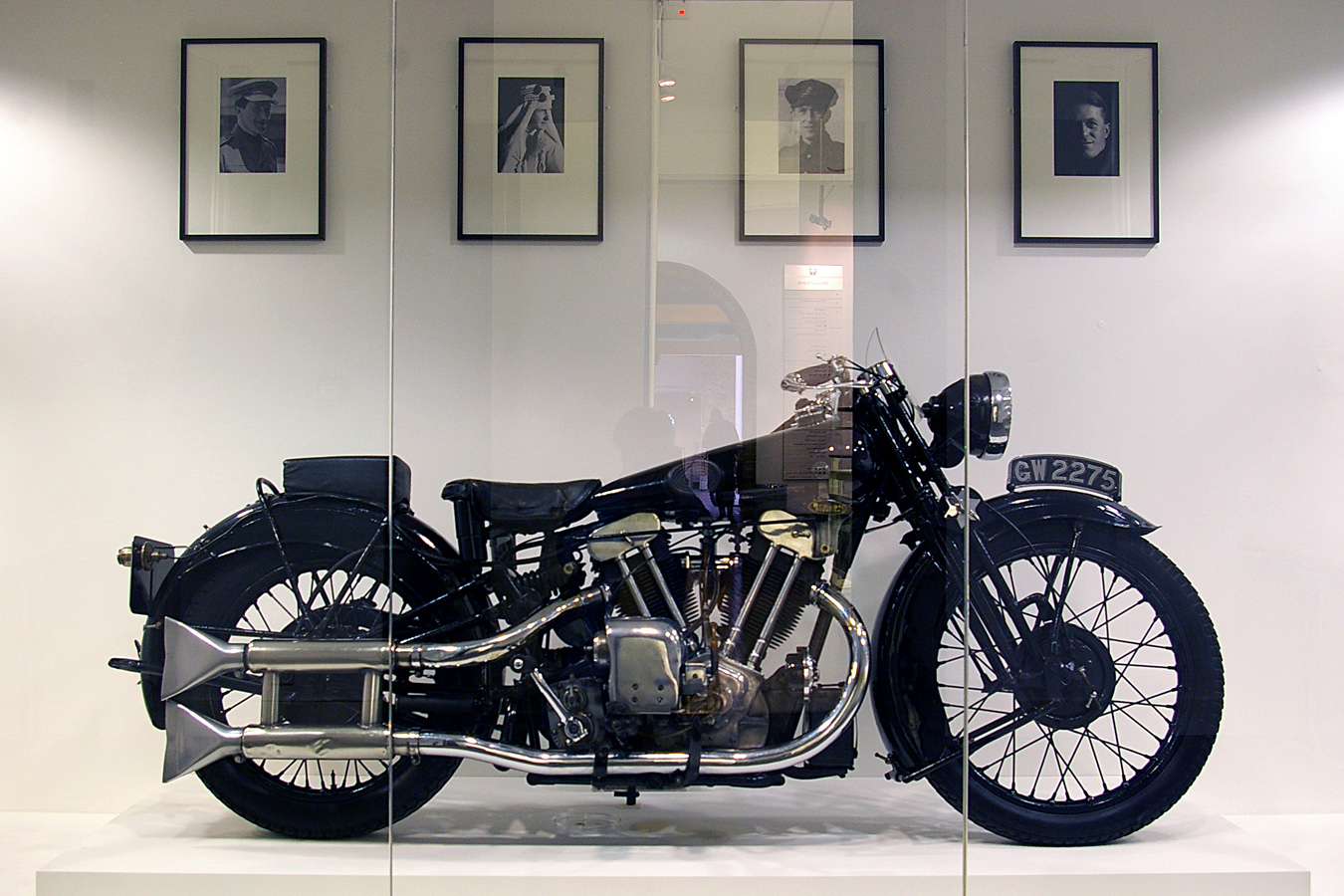
Die restaurierte Brough Superior, mit der T. E. Lawrence 1935 verunglückte.

Einer von Broughs besten Kunden war der berühmte Arabienkämpfer T. E. Lawrence, der in seinen zwölf letzten Lebensjahren allein sieben neue Motorräder bei George Brough erwarb, sie allesamt „George“ nannte und zur Unterscheidung durchnummerierte (George I, George II usw.).
In seinem zweiten Buch „The Mint“, das im Wesentlichen von seiner Karriere bei der Royal Air Force handelt, beschrieb Lawrence ein spontan entstandenes Rennen zwischen ihm auf seiner SS 100 auf der Landstraße und einem Sportflugzeug-Piloten, das unentschieden endete und beiden Teilnehmern große Freude machte.
Von T. E. Lawrence ist aus dem Jahr 1932 ein persönlicher Brief an George Brough überliefert, in dem er Brough und seinen Mitarbeitern für die ausgezeichnet abgestimmte neue Maschine dankt – die letzte, die er kaufte – und das Motorrad in den höchsten Tönen lobt. T. E. Lawrence kam dann auf dieser Brough Superior namens „George VII“, einem Modell SS100 (Super Sport) im Jahr 1935 bei einem Ausweichmanöver auf einer Landstraße ums Leben. (Dieses Motorrad ist heute restauriert und derzeit als Leihgabe im Imperial War Museum in London zu sehen.)
Von einigen Ausnahmen abgesehen, verwendete George Brough bis zum Jahre 1934 ausschließlich Einbaumotoren von J.A. Prestwich in London (JAP), wobei er stets Wert auf die Feststellung legte, diese Motoren seien nach seiner Spezifikation speziell für ihn hergestellt. Ab 1935 wurden die 1000-cm³-Modelle jedoch mit Matchless-Motoren geliefert, offenbar weil man bei JAP nicht mehr bereit war, George Brough's Wünschen Rechnung zu tragen. Das leistungsstärkste seiner Serienmotorräder war das 1934 erschienene SS100-Modell mit dem berühmten J.A.P.-"two-of-everything"-Motor (so benannt, weil der V-2-Zylinder-Motor über zwei getrennte Vergaser und zwei Magnetzünder verfügte). Die Leistung dieses Motors betrug 75 PS. Von diesem Modell wurden jedoch nur ca. zehn Exemplare gebaut.
Zwischen 1936 und 1939 baute George Brough auch eine geringe Stückzahl exklusiver Automobile.
Mit Beginn des Zweiten Weltkrieges wurde die Motorradproduktion weitestgehend eingestellt, da der Betrieb Fertigungsaufgaben für Rüstungszwecke zugewiesen bekam. Eine von George Brough für den Militäreinsatz konzipierte Seitenwagenmaschine wurde vom englischen Verteidigungsministerium nicht in Auftrag gegeben, stattdessen ließ man Präzisionsteile für Flugmotoren produzieren. Das letzte Motorrad verließ das Werk am 2. Juli 1940.
Nach Kriegsende sollte die Motorradproduktion wieder aufgenommen werden, jedoch konnte George Brough keine für seine Maschinen geeigneten Motoren mehr geliefert bekommen. Seine letzte Entwicklung, das Modell "Golden Dream" mit eigenem, quer liegendem 4-Zylinder Boxermotor und Kardanantrieb erwies sich als so teuer in der Herstellung, dass es in einem Markt, der von in großer Stückzahl industriell hergestellten Motorrädern dominiert war, nicht mehr zu verkaufen war. George Brough betrieb bis in die sechziger Jahre eine Fertigung mechanischer Präzisionsteile und betreute weiterhin die Motorräder seiner Kunden.
George Brough starb im Alter von 79 Jahren am 12. Januar 1970, seine Motorräder jedoch leben weiter. Im 1958 gegründeten Brough Superior Club sind über 300 Besitzer dieser Motorräder zusammengeschlossen, die ihre Maschinen nicht nur ausstellen, sondern sie bei Treffen in England und im europäischen Ausland mitunter über viele hunderte von Kilometern auf eigener Achse bewegen.